# 环癸醇
环癸醇（英語：Cyclodecanol）是一种有机化合物，化学式C10H20O，可见于Persicaria minor、Persicaria hydropiperoides等物种。它可以被次氯酸叔丁酯氧化为环癸酮。